# Sony Xperia XA1 Ultra
A Sony Xperia XA1 Ultra (G3212, G3221, G3223, G3226) egy középkategóriás androidos nagyméretű okostelefon (phablet), amelyet a gyártó Sony 2017 közepén dobott piacra. Kódneve Redwood. A Sony Xperia XA Ultra utódja, melyhez nagyon hasonló specifikációjú, emellett pedig az XA1 altípus alatt kiadott készülékek közül a legnagyobb méretű.

## Hardver
Nagy vonalakban teljesen megegyezik a Sony Xperia XA1 telefonnal, attól csak a nagyobb méretben, az erősebb akkumulátorban, és az előlapi vakus szelfikamerában különbözik. A készülék alul és felül alumíniumkeretes, melyet a széleken és a hátlapon műanyagra cseréltek. Kijelzője a készülék széléig húzódik, ahol lekerekítetten ér véget, ennek köszönhetően külsőre hosszúkás benyomást kelt, alján és tetején viszont ennek köszönhetően viszonylag nagyméretű, üres káva található. Felső részén található a beszélgetések lebonyolítására szolgáló hangszóró, a közelségérzékelő, a 16 megapixeles előlapi vakus szelfikamera, és egy értesítési LED. Alján a mikrofon és a hangszóró kapott helyet. Az akár 256 GB-os méretet is elérhető microSDHC-kártya és a nano-SIM-kártya oldalt helyezhetők be egy védőfül kihajtása után, ugyancsak oldalt találhatóak a klasszikus Sony-formát őrző be/kikapcsoló gomb és a hangerő-szabályozó gombok. Hátoldalán egy 23 megapixeles, Exmor RS vakus kamera kapott helyet. Alján már az új szabvány szerinti USB Type-C csatlakozó van, ehhez gyárilag mellékeltek egy kábelt és a hozzá kapcsolódó 1,5 amperes töltőfejet (PumpXpress szabványú gyorstöltővel kompatibilis a típus). A telefon nyolcmagos, MediaTek MT6757 Helio P20 processzorral lett ellátva, emellett 4 GB RAM-ot is kapott. A belső tárhely 32 GB. Fehér, fekete, arany és rózsaarany színekben készült. A kijelző 6 hüvelykes, 1080x1920 pixeles felbontású IPS LCD-kijelző. Kapható két SIM-kártyás változatban is. Hátul található az NFC-chip érzékelője, ujjlenyomatolvasó viszont nem része a telefonnak. Az akkumulátor mindössze 2700 mAh teljesítményű, viszont a modern gyártástechnológiának köszönhetően jóval kevésbé merül az akkumulátor, mint a korábbi, hasonló teljesítményű telefonoknál.

## Szoftver
A telefon gyárilag az Android 7.0-s verzióját (Nougat) kapta, annak minden előnyével. A Sony a gyári elrendezést nem nagyon változtatta meg, viszont az Xperia Kezdőképernyő a hagyományos menürendszerhez képest vizuálisan látványosabb (alapértelmezésben ki van kapcsolva a gyári Android Google Now funkciója). Az Android 7.0 újdonsága a többablakos üzemmód, melyre a telefon is képes. Több Sony-alkalmazás is helyt kapott a telefonon, melyek közül a legfontosabb a What's New, mely a Sony alkalmazásboltja és frissítési központja is egyben. Emellett bekerült még előtelepítve a News Suite, a Playstation Network, a Rajz, a TrackID, a Spotify, az Album, a Zene, és a Videó, az Xperia Care, a Smart Connect, a Movie Creator, az Xperia Lounge, az AVG for Xperia, és az Amazon Shopping. Megtalálható a legtöbb Google-alkalmazás is. A szövegbevitel terén elhagyták a korábbi Xperia Keyboard-ot, helyette a SwiftKey billentyűzete lett a szoftver része. Ha korábbi telefonunk tartalmát szeretnénk áthozni, az Xperia Transfer Mobile szoftver segít ebben. Az akkumulátor élettartama beépített STAMINA, illetve Ultra STAMINA módokkal növelhető.
A telefon 2018 elején megkapta az Android 8.0 (Oreo) frissítést.